# Isabelita de Jerez
Isabel Ramos Moreno, conocida artísticamente como "Isabelita de Jerez", fue una cantaora flamenca de principios del siglo XX.

## Obra
Destaca por ser de las primeras artistas gitanos cuyos registros han quedado grabados, en concreto en 30 discos. En 2017 se recuperaron parte de esos cantes gracias al Centro Andaluz de Flamenco

## Homenaje
En 2016 la Universidad de Cádiz le dedica unas jornadas a su figura y obra con un amplio programa de actividades

## Fallecimiento
Falleció en extrañas circunstancias estando de tourné con Pastora Imperio en Zamora en 1942, donde fue enterrada. En 2016 se publica el libro "Sobre Isabelita de Jerez y su muerte en Zamora", de Catedrático de Literatura por la Universidad de Oviedo José Ignacio Primo (profesor emérito de Instituto en Zamora).
Actualmente hay una iniciativa que pretenda trasladar sus restos a su ciudad natal